# آل الزين

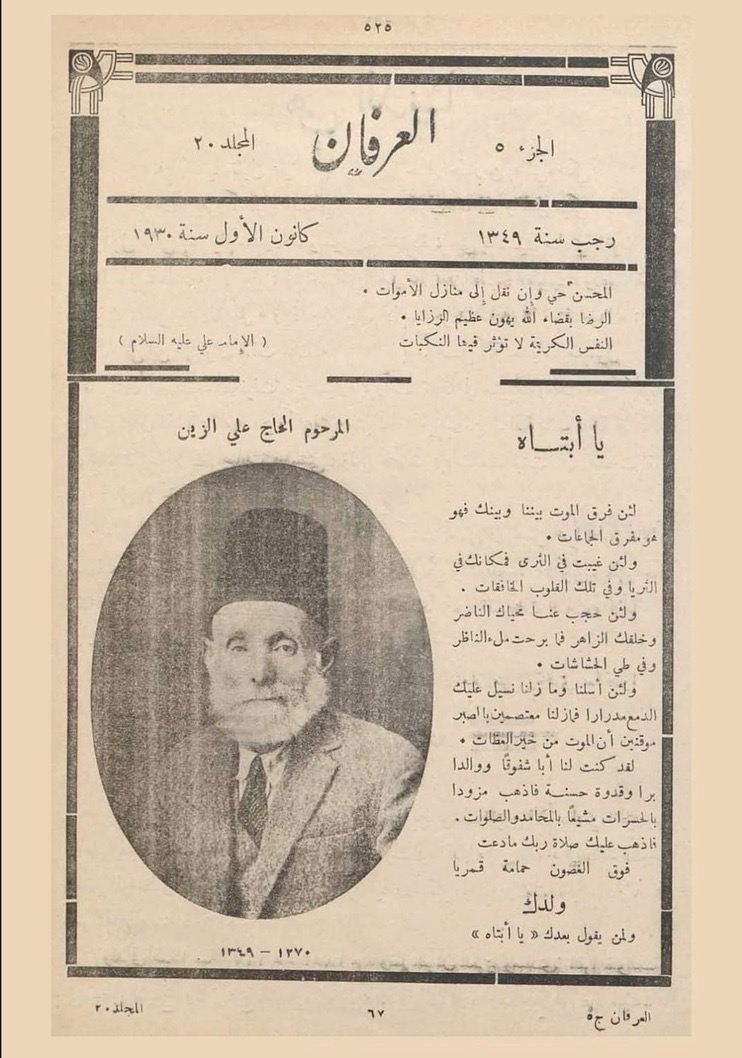
صفحة من مجلة العرفان سنة 1909

آل الزين (عائلة الزين) هي عائلة لبنانية إقطاعية بارزة تمتلك عقارات كبيرة في جبل عامل (جنوب لبنان)، وخصوصاً في شحور ، وجبشيت ، وكفر رمان، على الرغم من أن افراد الاسرة منتشرون الآن في مناطق مختلفة، داخل البلاد و في الشتات اللبناني .
تعود أصول العائلة إلى زين العابدين الأنصاري الخزرجي، وهو من نسل سعد بن عبادة، أحد صحابة النبي محمد وقائد قبيلة الخزرج، الذي استقر في جبل عامل خلال حملة صلاح الدين في القرن الثاني عشر.
تاريخياً، شغل أفراد العائلة مناصب مؤثرة في المجالات الاجتماعية والسياسية في جبل عامل بسبب ممتلكاتهم الإقطاعية الكبيرة في هذه المناطق. خلال القرن الثامن عشر، قاد علي الزين "الكبير"، تحت قيادة ناصيف النصار، المقاومة ضد حكم الجزار باشا القمعي أثناء حملته على جبل عامل.
ساهمت العائلة في التقدم الفكري والثقافي من خلال مبادرات ومنشورات مثل مجلة العرفان التي تأسست عام 1909 وركزت على المواضيع الثقافية والفكرية المتعلقة بالمجتمعات العثمانية والعربية واللبنانية المتعددة الطوائف، بالإضافة إلى مجموعة من الأعمال التي ألفها أفراد العائلة حول تاريخ جبل عامل ومنشورات أخرى في لبنان والخارج. مؤخراً، فاز الكاتب اللبناني الأسترالي عباس الزين بجائزتين عام 2024 عن كتابه المكتوب باللغة الإنجليزية.

## الأصول
ويروي الشاعر والمؤرخ الحاج علي بن سليمان الزين في مخطوطته نقلاً عن العالم والمؤرخ الراحل الشيخ علي سبيتي في كتابه تاريخ عائلات جبل عامل  أن جد عائلة الزين هو زين العابدين المعروف بالزين الأنصاري الخزرجي الأصل من المدينة المنورة ومن نسل سعد بن عبادة، صحابي النبي محمد وزعيم قبيلة الخزرج .

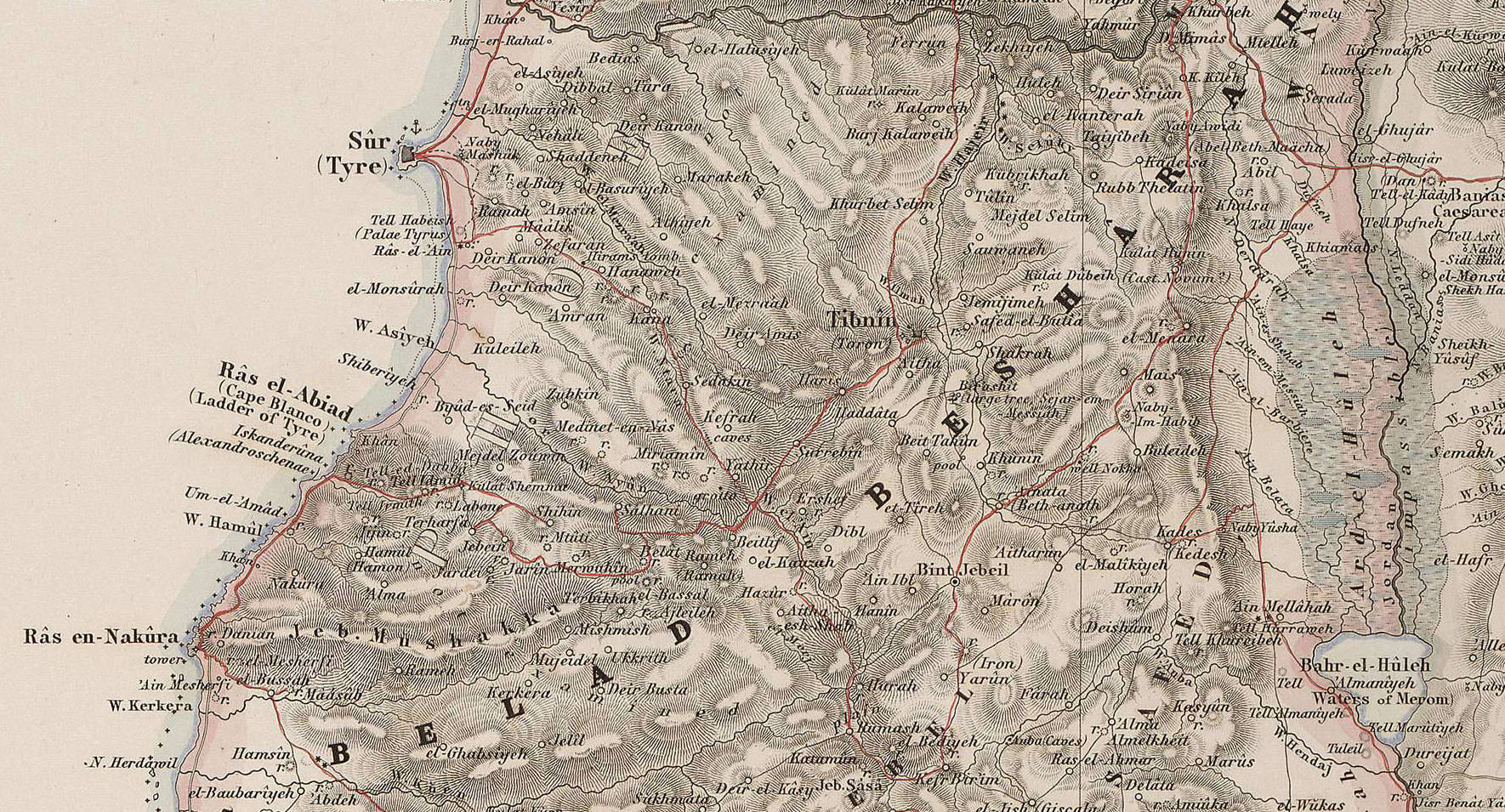
بلاد بشارة في خرائط فان دي فيلدي عام 1858

ويقال أن زين العابدين هاجر من المدينة إلى مصر ثم إلى الشام مع أبي زين القاسم الحسني. كان من قادة صلاح الدين الأيوبي في حملته على فلسطين وسوريا سنة 1178م، إلى جانب الأمير أبي القاسم الحسني الذي كان مكلفًا بإدارة ساحل صور . وفي الوقت ذاته، كان حسام الدين بشارة، ابن شقيق صلاح الدين، حاكماً لمنطقة بشارة (جنوب لبنان)، بينما تم تعيين زين العابدين حاكماً لقلعة تبنين.

## زين الدين الزين
انتقل أحد أحفاد زين العابدين، وهو الشيخ خليل بن موسى بن يوسف الزين، إلى قرية شحور واستقر بها. وُلِد أحد أبنائه، زين الدين الزين، في شحور سنة 1747. نشأ زين الدين تحت رعاية والده، ولما بلغ سن الرشد أرسل إلى النجف في العراق لمواصلة تعليمه، حيث أمضى خمسة عشر عاماً يدرس الفقه وعلم الحديث.
عاد إلى مسقط رأسه لأداء الواجبات الدينية وقيادة المجتمع، لكنه استشهد على يد الوالي العثماني جزار باشا، الذي اعتبره تهديدًا بسبب دوره المؤثر، فأحرق مكتبته الضخمة التي كانت تحتوي على أكثر من 3000 مجلد في هذه العملية. ترك زين الدين الزين خلفه خمسة أبناء : علي "الكبير"، محمد، يحيى، قاسم، وحسن.

## دور علي الزين "الكبير"
أقام الشيخ علي الزين "الكبير" المعروف بـ"صاحب شحور" علاقات قوية مع اولياء عكا في العهد العثماني بعد خلافته لقيادة والده الشيخ زين الدين الزين. وقد عهدت إليه الباب العالي (السلطة المركزية العثمانية) بإدارة الشؤون المحلية مقابل دفع ضريبة سنوية. وامتد نفوذه من صيدا إلى الناقورة في المناطق الساحلية، ومن شحور إلى برعشيت في الجبال.
وفي سنة 1776م تم تعيين أحمد باشا المعروف بـ "الجزار" والياً جديداً لعكا وحاكماً للمنطقة. تدهورت العلاقة بينه وبين سكان جبل عامل بسبب قمعه المفرط وطغيانه وإشاعة الخوف وفرض الضرائب الباهظة عليهم.

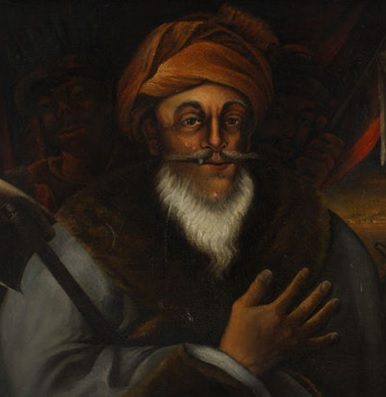
أحمد باشا الجزار

في عام 1783، اجتمعت مجموعة من زعماء البلاد المحليين في قرية شحور. وبعد أن أرهقهم جزار باشا، قرروا القتال وإنقاذ ما تبقى من وطنهم من الدمار. أصبح علي الزين "الكبير" من قادة الثورة وقاد الحملة الدفاعية ضد الجزار باشا تحت قيادة نصيف الناصر . فشكلوا كتيبة لمهاجمة عمال وجنود الجزار الذين كانوا متمركزين في أجزاء مختلفة من جبل عامل تحت احتلال عسكري صارم، يفرضون الضرائب، ويسببون الأذى والمعاناة للسكان. وكان على رأس الثورة حمزة بن محمد الناصر ورفيقه علي الزين. هاجمت الكتيبة حاكم الجزار المحلي في تبنين، وقاموا بقتله ومساعديه، وتغلبوا على قواته واستولوا على الخزانة الملكية.

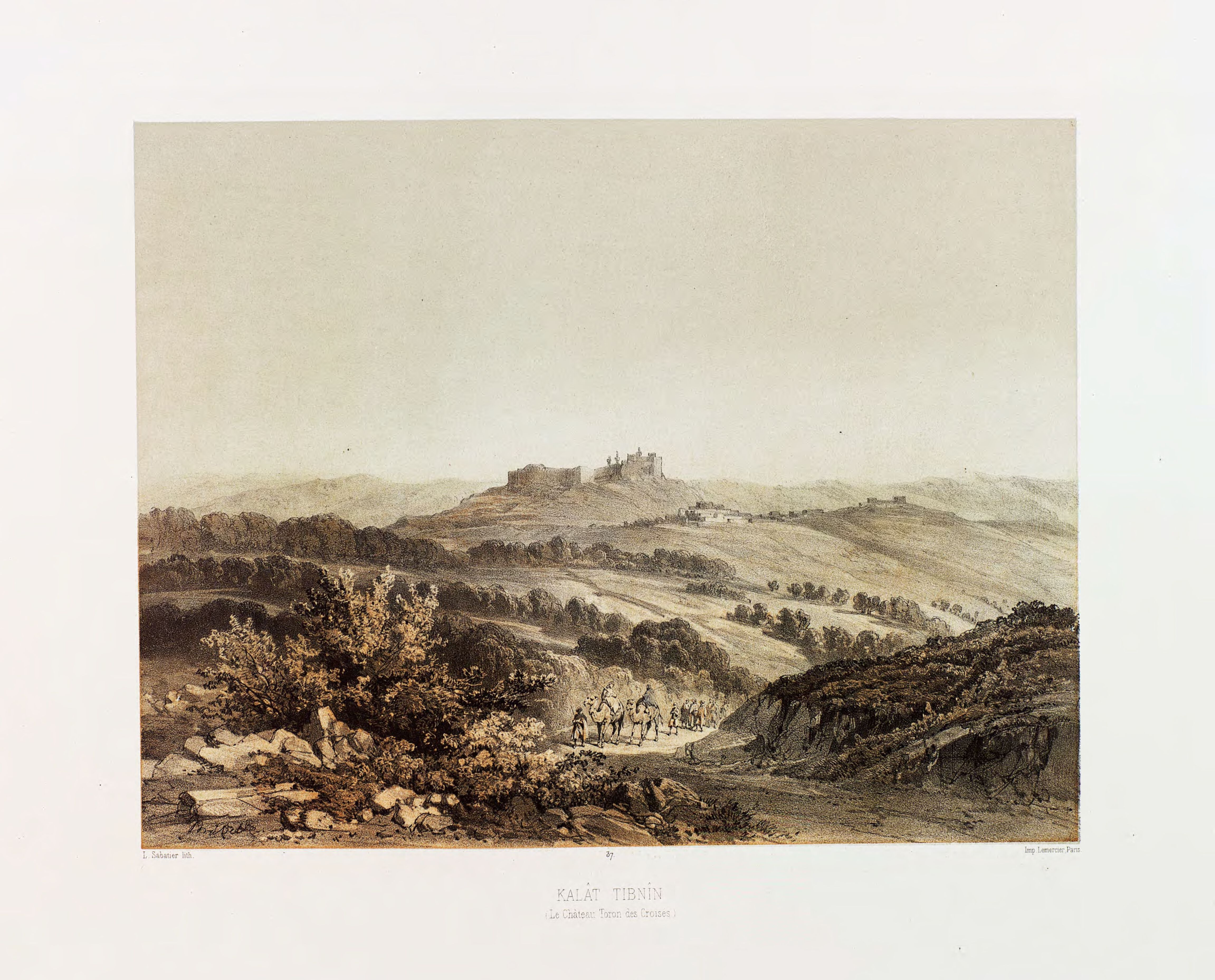
قلعة تبنين

أرسل جزار باشا جنوده ورجاله لملاحقة الثوار. اقتحموا قرية شحور، فدارت بينهم معركة دموية استشهد فيها حمزة النصار، وفر الثوار الناجون. هرب علي الزين ورفاقه إلى العراق ، واستكملوا رحلتهم إلى إيران ، وأخيراً إلى الهند . هناك، عيّنه أحد ملوك الهند وزيراً ، ثم عاد إلى وطنه بعد الغزو البريطاني للهند.
لم يعد السلام إلى جبل عامل إلا بعد وفاة الجزار في عام 1804م. لكن نفوذ المتمردين امتد إلى عكا وصفد. أدرك الحاكم الجديد أن قواته سوف تفشل في قمع المتمردين بسبب السيطرة المتزايدة للقوات الثورية. استدعى علي الفارس إلى عكا، وعرض عليه ولاية جبل عامل تحت سلطانه. رفض علي الفارس إلا بعد التوصل إلى اتفاق مع المتمردين وإعادة المنطقة إلى ما كانت عليه قبل اضطرابات الجزار.
أخيراً وافق الوالي سليمان باشا، الحاكم الجديد لعكا ، فعقد اجتماعاً حضره بشير الشهابي وفارس نصيف الناصر  ممثلاً جبل عامل. وتم العفو عن الثوار، وإعادة الممتلكات المصادرة إلى أصحابها الشرعيين، وساد الاستقرار حتى وصول إبراهيم باشا ملك مصر في عام 1832.

## سليمان بن علي الزين
تولى الشيخ سليمان الزين ابن علي الزين "الكبير" زعامة أبيه بعد وفاته سنة 1838. كان شاعراً، قام بتمويل مدرسة جباع الدينية التي أسسها الشيخ عبد الله نعمة ، وأقام علاقات قوية مع مسؤولين بارزين مثل فؤاد باشا، ممثل الصدر الأعظم العثماني. انتقل سليمان إلى صيدا حيث أسس نفسه كتاجر، مساهمًا في التنمية الاجتماعية والاقتصادية في المنطقة.
بعد وفاة سليمان عام 1872، انتقلت مسؤولية القيادة إلى أبنائه الذين استقر كل منهم في قرية مختلفة: حسين في جبشيت، محمد وإسماعيل في كفر رمان، وعلي في شحور.

## أبرز أحفاد حسين الزين
الشيخ حسين بن سليمان الزين، المعروف بأبي خليل، كان من علماء وتلاميذ الشيخ عبد الله نعمة . درس في مدرسة جباع الدينية وأقام فيها مدة طويلة، ثم انتقل إلى قرية جبشيت حيث عاش حتى وفاته سنة 1884. كان له ولدان: خليل وعبد الكريم.
الشيخ خليل بن حسين الزين – عالم في الفقه الإسلامي، وتلميذ موسى شرارة . كان له خمسة أولاد أشهرهم محمد بن خليل الزين.
أُرسل الشيخ محمد بن خليل الزين للدراسة في النجف ثم عاد إلى بيروت  حيث أسس جمعية الهداية والإرشاد. عمل على توحيد المذاهب الإسلامية، وقام بتأليف العديد من الكتب، منها تاريخ الفرق الإسلامية  ولأصول والفروع الإسلامية.

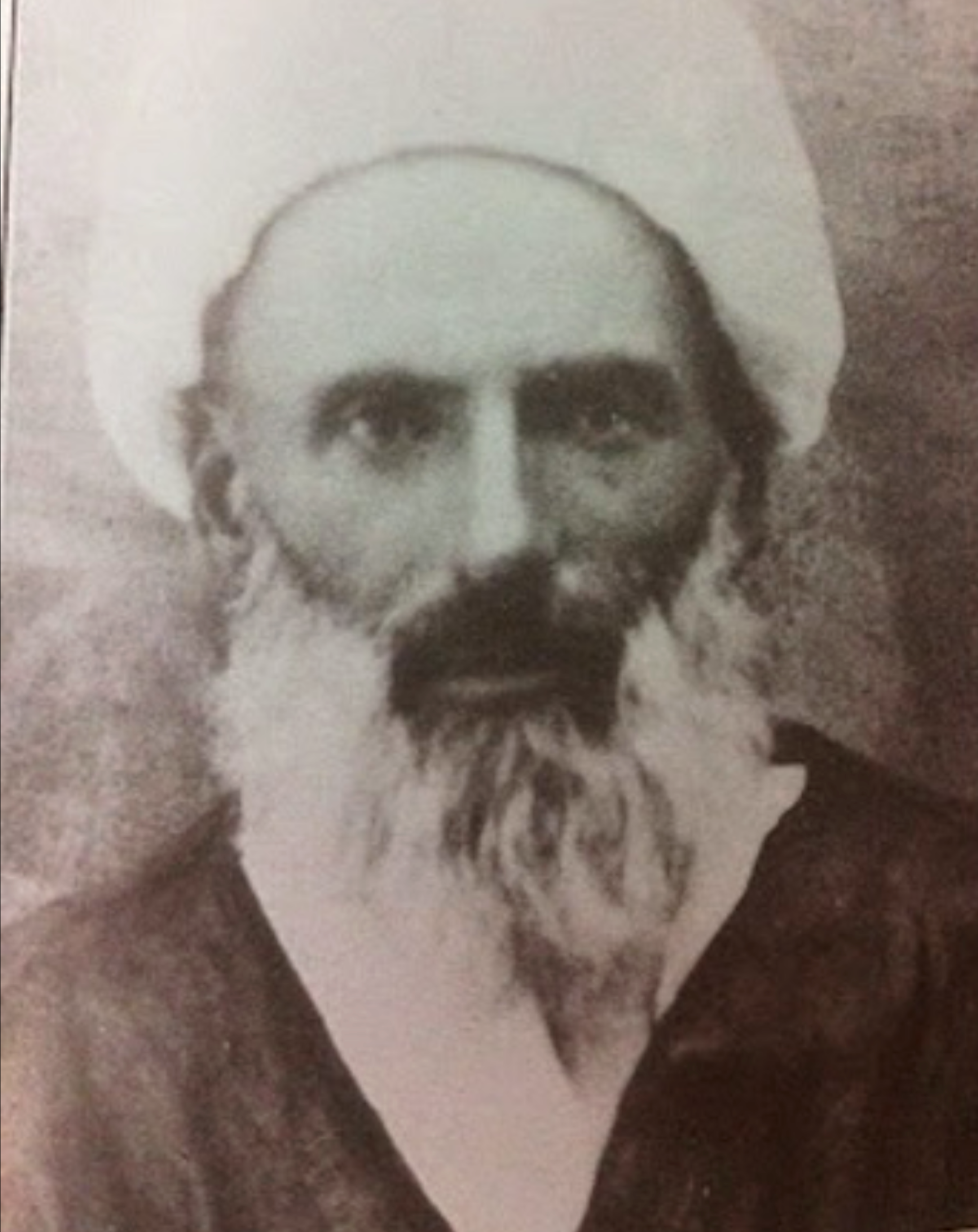
عبد الكريم الزين

الشيخ عبد الكريم بن حسين الزين – عالم وشاعر وأديب، اشتهر بامتلاكه للعقارات الكبيرة، وله مؤلفات عديدة في الكلام والأدب والطب. درس في النجف على يد علماء مشهورين في الفقه الإسلامي وأصول الدين لمدة عشرين عاماً قبل أن يعود إلى جبشيت ليخلف والده. عارض عبد الكريم الحكم العثماني واتهم بالتورط في جمعيات سرية، ونجا بأعجوبة من الإعدام في عام 1915. توفي سنة 1941 م، وترك وراءه ثلاثة أبناء: محمد حسين، علي، وجعفر.
الشيخ محمد حسين بن عبد الكريم الزين – عالم دين، شاعر، قاضي، مؤلف، اشتهر بكتابه الخلفاء الراشدون  والشيعة في التاريخ. درس في النجف ثم أصبح قاضياً في مرجعيون والنبطية . له سبعة أبناء، وهم عبد الأمير، هاني الزين، المحامي أحمد الزين، عبد الحليم الزين، كاظم الزين، زهير الزين، وسهيل الزين. غالبًا ما كان شعره مستوحى من تربيته الدينية وتراثه الثقافي.
الشيخ علي بن عبد الكريم الزين – مؤرخ وأديب وناشط، مؤسس عصبة الأدب العاملي سنة 1936. ومن مؤلفاته للبحث في تاريخن وغيرها.

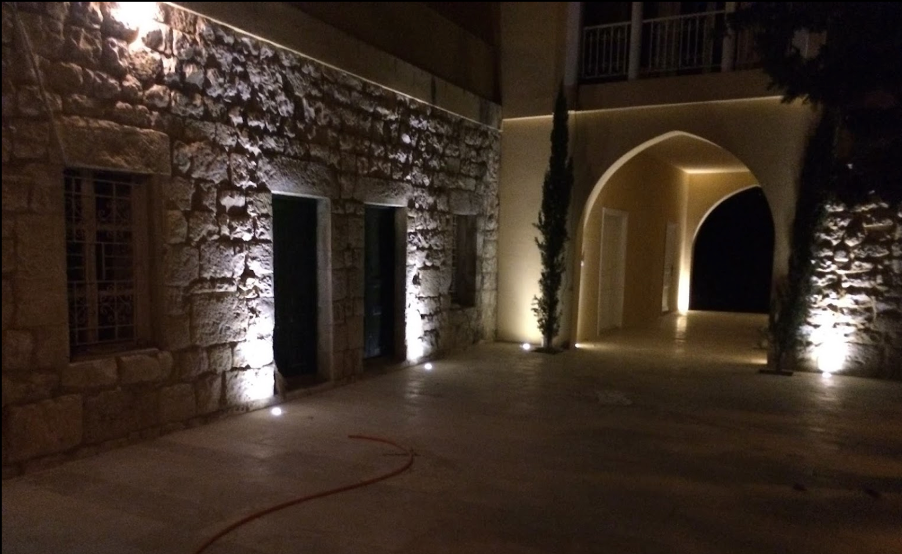
دار آل الزين في جبشيت

الدكتور حسن بن علي الزين – مؤلف ورئيس تحرير مجلة العرفان سابقاً. تشمل أعماله الأوضاع القانونية للنصارى واليهود في الديار الإسلامية (Les conditions juridiques des juifs et des chrétiens en pays d'Islam, jusqu'à la conquète Ottomane)، والتي كانت بمثابة أطروحة الدكتوراه الخاصة به (Doctorat d'Etat) في جامعة السوربون في باريس.
جهاد الزين – ابن حسن، كاتب سياسي في الشرق الأوسط، شاعر ومحلل، رئيس تحرير سابق لصحيفة السفير ، وكاتب حالي في جريدة النهار.
عباس الزين – ابن حسن، أستاذ في جامعة سيدني وكاتب حائز على جوائز في أدب الواقعية غير الروائي في أستراليا. تشمل أعماله الكتب الحائزة على جوائز Leave to Remain  و Bullet Paper Rock  .

## أبرز أحفاد إسماعيل الزين
كان الشيخ إسماعيل سليمان الزين تاجرًا وسياسيًا ومالكًا للأراضي لبنانيًا. ورث ممتلكات والده سليمان الزين وقيادته السياسية، ووسع نفوذه من خلال الاستحواذ على أراضٍ كبيرة بما في ذلك قرية كفر رمان من خلال مشاريع تجارية، وإدارة قرى متعددة وزيادة سلطته الإقليمية. في عام 1909، اغتيل إسماعيل بعد اتهامه بالسلوك القمعي تجاه عماله. ومن أبنائه حسين ويوسف بك وحسن أفندي، وكان حفيده العقيد رفيق الزين في الجيش اللبناني.
الحاج حسين بن اسماعيل الزين كان سياسيًا لبنانيًا، ولد عام 1876 في بلدة كفررمان . أسس أول مدرسة خيرية في النبطية وشغل عدة مناصب في فترة الانتداب الفرنسي منها عضو اللجنة الإدارية للجنوب (1920-1922) وعضو مجلس الشيوخ (1926-1927) وعضو مجلس النواب الأول (1927–1929).

### يوسف بك الزين

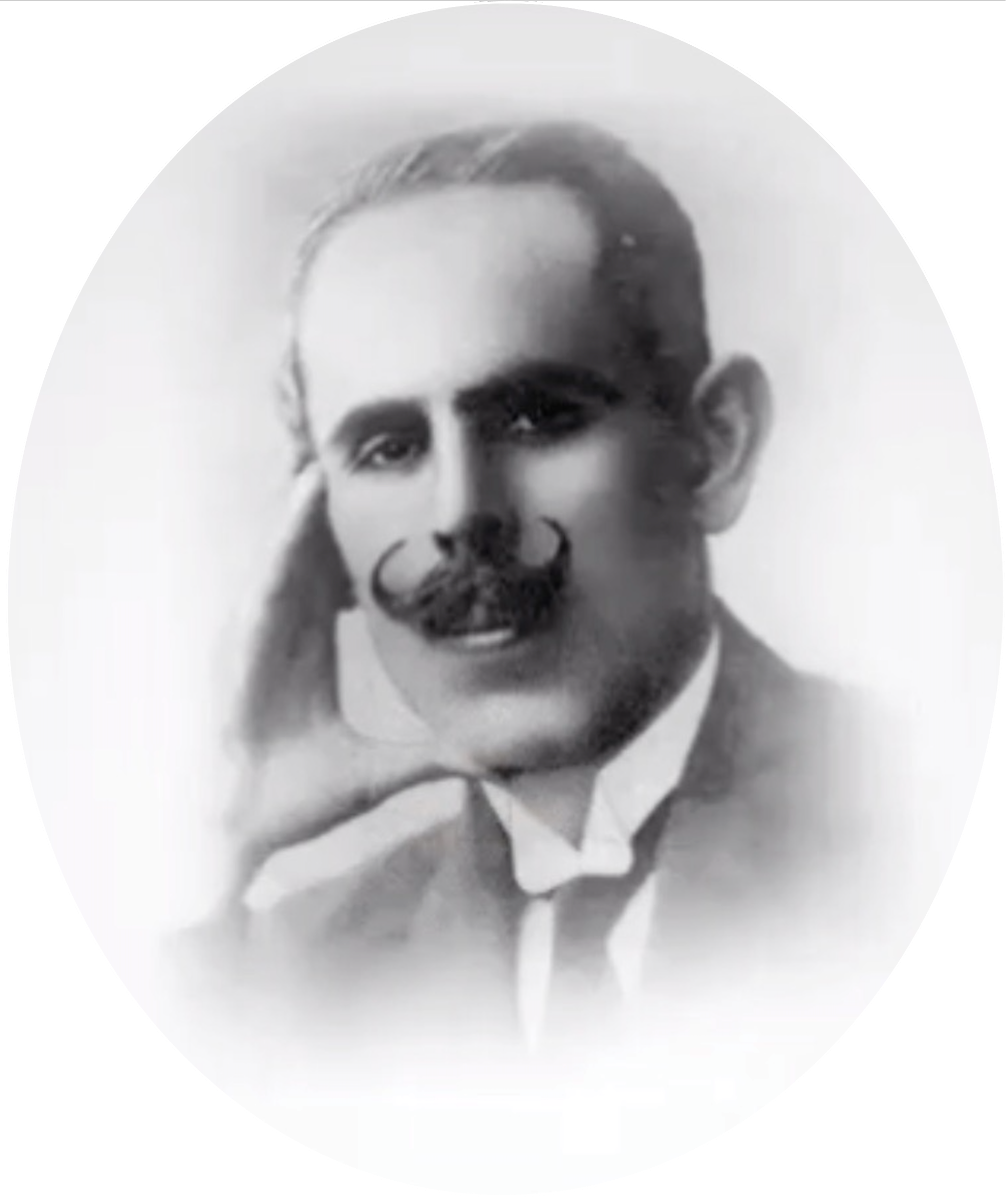
يوسف بك الزين

يوسف بك بن اسماعيل الزين كان سياسيًا لبنانيًا وزعيمًا لبلدة كفررمان. ورث ممتلكات كبيرة عن والده إسماعيل الزين وركز على السياسة بدلاً من التجارة أو الزراعة.
خدم في أول مجلس استشاري للنبطية وأول مجلس تمثيلي في عام 1922، وانتخب في مجلس النواب اللبناني في عام 1926 وحافظ على تمثيله للنبطية حتى وفاته. بعد تراجع النفوذ السياسي لعائلة الأسعد ، أصبح يوسف بك الزعيم السياسي المسيطر في جنوب لبنان. ومن إنجازاته ترميم مدرسة الحميدية في النبطية ، ودعم جمعية المقاصد الخيرية، وتمويل مشروع مياه كبير في العام 1925 لتزويد النبطية ومحيطها بالمياه. وتبعه ثلاثة من أبنائه في عضوية البرلمان وهم: عبد اللطيف، وعبد المجيد، وعبد الكريم الزين.
عبد اللطيف بن يوسف الزين - سياسي وعضو سابق في البرلمان اللبناني. درس في جامعة الحكمة وجامعة القديس يوسف في بيروت، حيث حصل على شهادة في القانون. شغل منصب عضو في البرلمان اللبناني من عام 1960 حتى عام 2018، كما تولى منصب وزير الزراعة في لبنان.

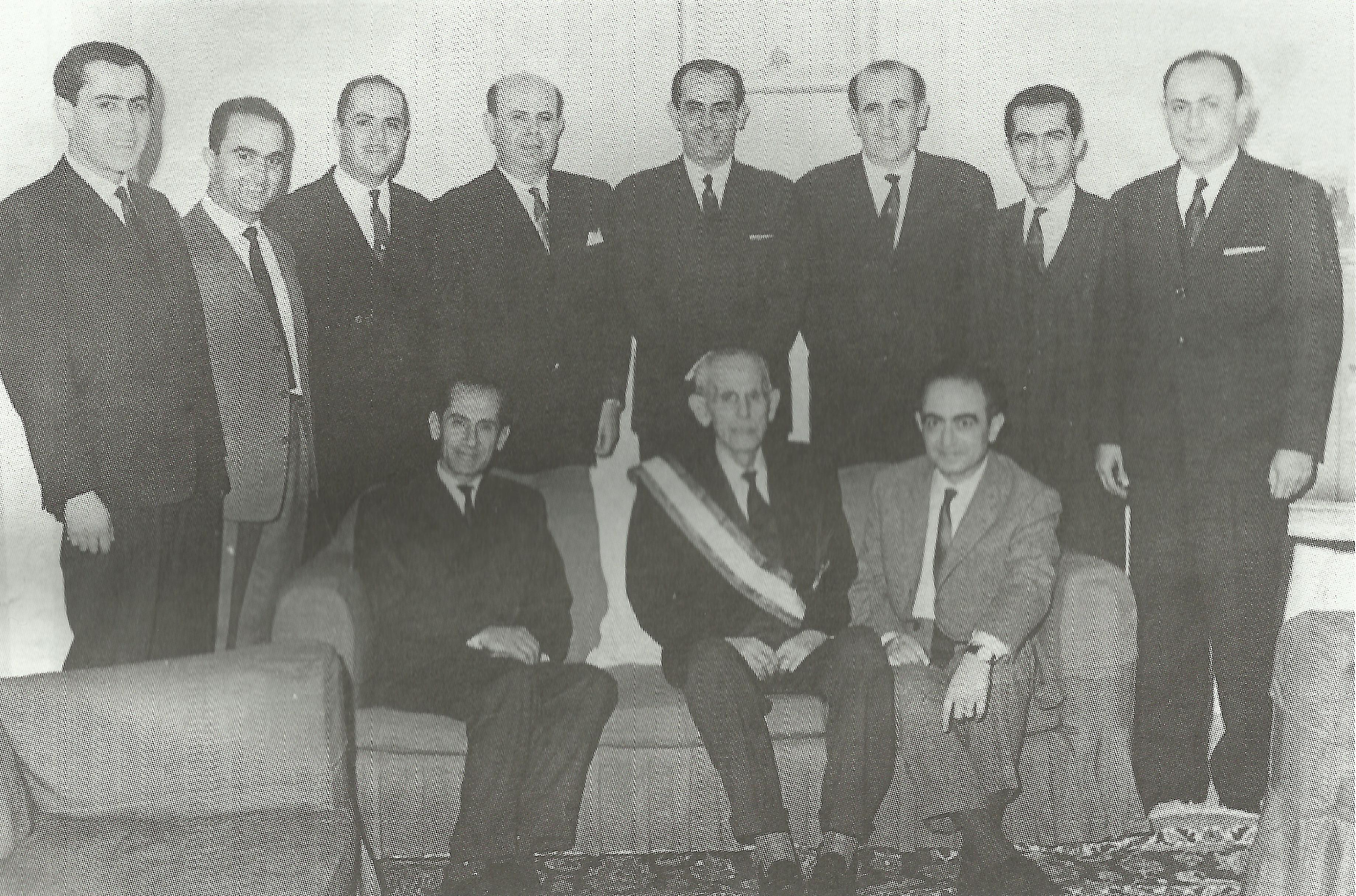
يوسف بك الزين مع أولاده

عبد المجيد بن يوسف الزين – ضابط في قوى الأمن الداخلي، سياسي، وعضو سابق في البرلمان اللبناني. تخرج من الأكاديمية العسكرية عام 1945 والتحق بالدرك اللبناني. دخل مجال السياسة بعد استقالته من الخدمة العسكرية، وعمل في اللجان البرلمانية للشؤون الخارجية والدفاع، حيث شغل منصب نائب في البرلمان حتى عام 1972.
عبد الكريم يوسف بن يوسف الزين – جندي وسياسي وعضو سابق في مجلس النواب اللبناني . تخرج من الكلية الحربية برتبة ملازم في قوى الأمن الداخلي اللبناني. انتخب عضواً في مجلس النواب اللبناني سنة 1964 ممثلاً عن دائرة الزهراني في جنوب لبنان وخدم في اللجان النيابية للمالية والموازنة والزراعة.

## أبرز أحفاد محمد الزين
درس الشيخ محمد بن سليمان الزين مع أخيه أبو خليل في جباع . له كتاب في الفقه بعنوان رسائل في الفقه وكتاب آخر بعنوان شرح النظام مع مؤلفات أخرى. ولد في صيدا سنة 1830 وتوفي فيها سنة 1902. سافر إلى النجف ولكنه عاد بعد وفاة والده دون أن يكمل دراسته هناك. كان له خمسة أبناء، منهم محمد رضا بن محمد الزين.

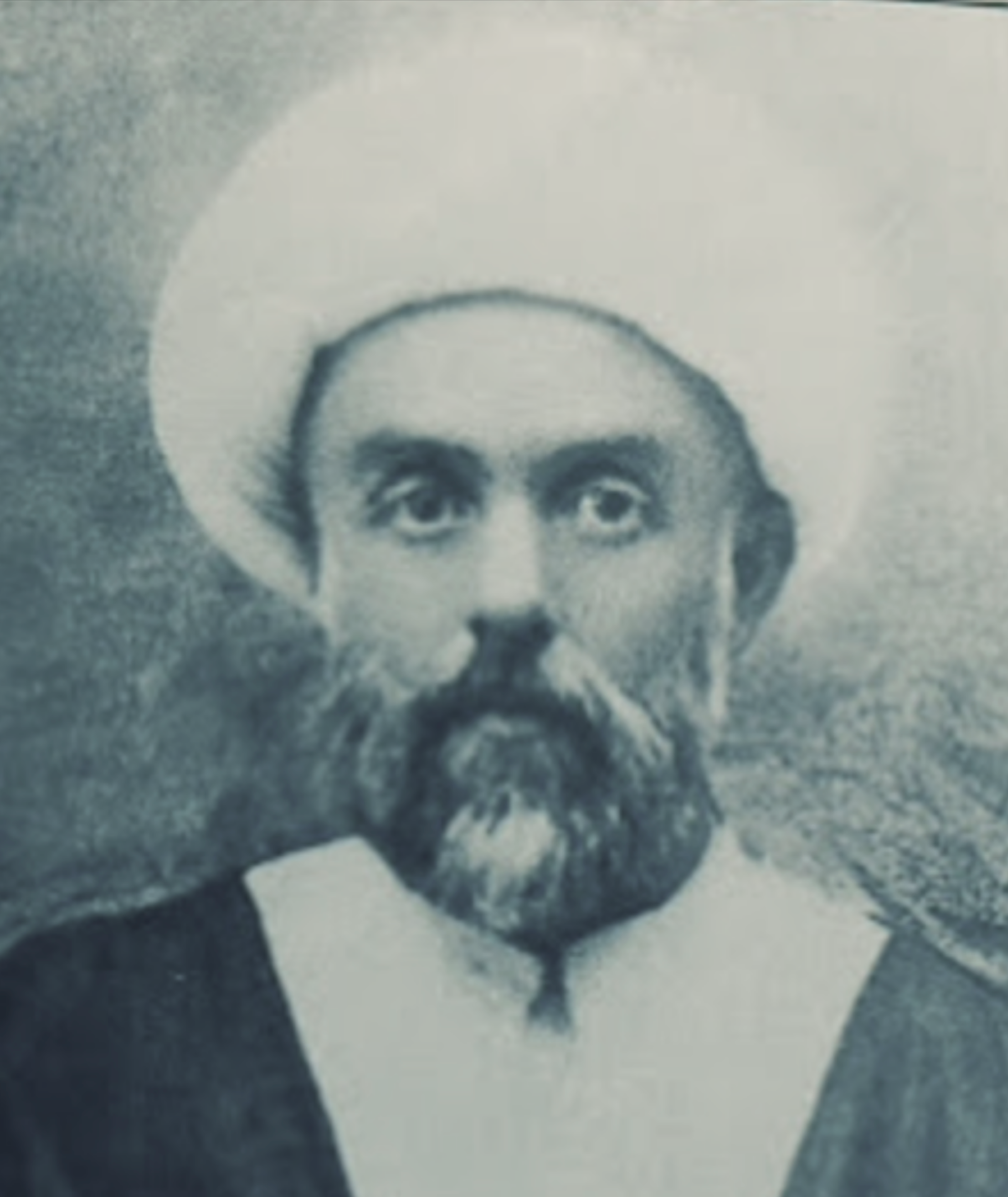
محمد رضا الزين

### محمد رضا بن محمد الزين
الشيخ محمد رضا بن محمد الزين كان عالماً، وشاعراً، ومعلماً. بعد أن أكمل تعليمه الأولي في صيدا والنبطية، سافر إلى النجف عام 1898، حيث درس على يد علماء بارزين مثل محمد كاظم الخراساني وفتح الله الإصفهاني.
بعد دراسته عمل تاجراً في بغداد ثم انخرط في الزراعة في المنطقة. بعد عودته إلى جنوب لبنان ، استقر في كفررمان وأصبح قاضياً في النبطية .
شاعراً، تناولت أعماله موضوعات مثل الدين والمصاعب والأخوة والقضايا الاجتماعية والحكمة والتوجيه الأخلاقي. شارك في مناظرات أدبية، ومن مؤلفاته التاريخ الإسلامي وآل الزين في التاريخ. توفي سنة 1946 ودفن في كفار ريمان .

## أبرز أحفاد علي الزين
ولد الحاج علي بن سليمان الزين في صيدا سنة 1860. تلقى تعليمه في المدرسة الرشيدية، ثم انتقل إلى بلدة شحور حيث أقام فيها، وأدار أملاك والده الواسعة في جبل عامل. توفي ودفن في شحور سنة 1931 م، وترك أربعة أبناء: لبيب، عاطف، عبد العلاء، وأحمد عارف.

### أحمد عارف بن علي الزين

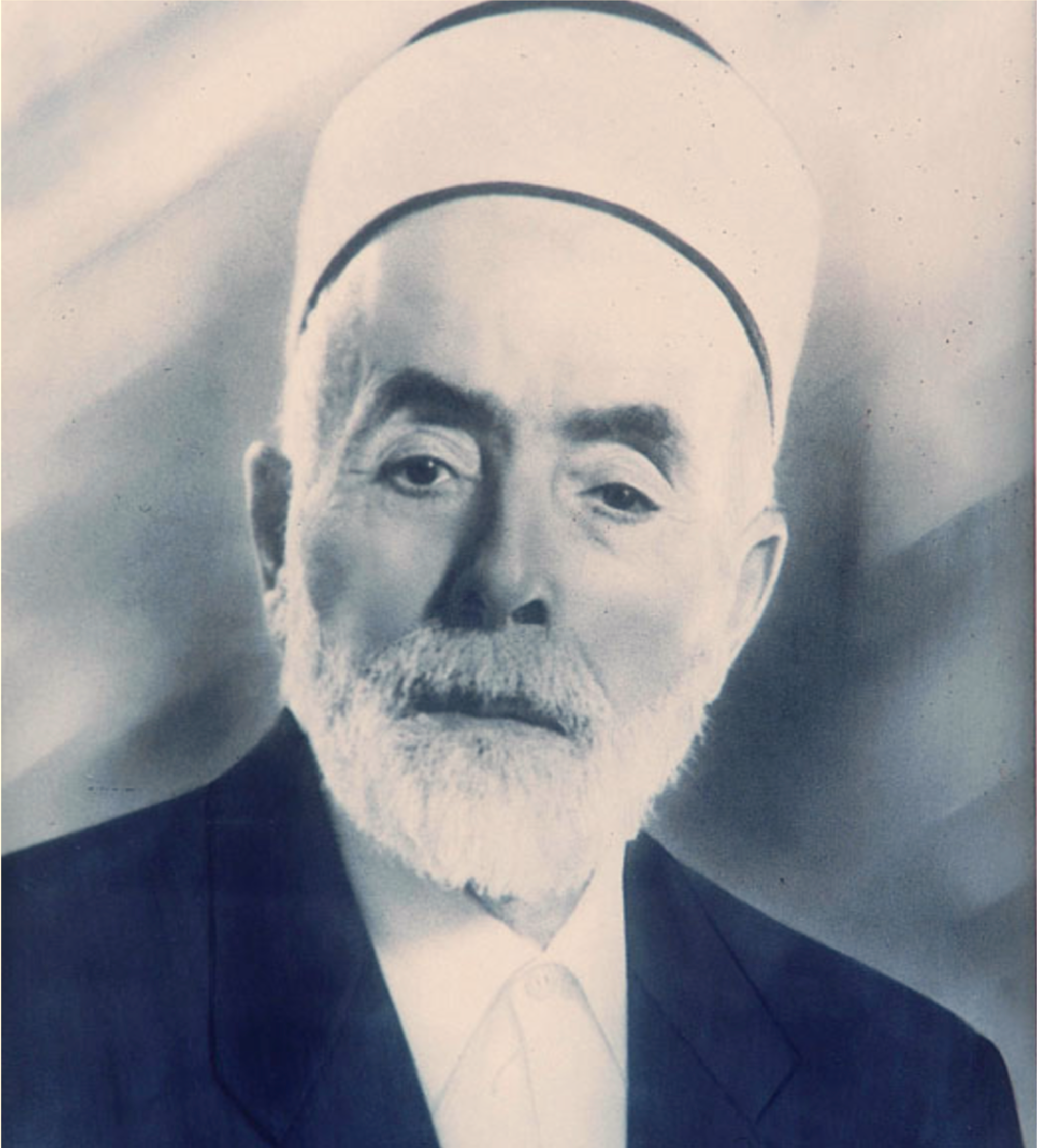
أحمد عارف الزين

الشيخ أحمد عارف الزين كان كاتباً وصحفياً وإصلاحياً من بلدة شحور. سعى إلى إصلاح التعليم والتوفيق بين القيم الإسلامية والأفكار الغربية حول الحرية والديمقراطية. أسس مجلة العرفان (1909) وصحيفة جبل عامل (1911)، والتي كان لها تأثير كبير على الفكر الثقافي والسياسي في المنطقة. شارك الزين بشكل فعال في العديد من المنظمات الإصلاحية والثورية، بما في ذلك جمعية الشبيبة العربية و جمعية الثورة العربية.
سُجن عدة مرات في ظل الحكم العثماني ثم في عهد الانتداب الفرنسي بسبب دعمه للثورة السورية ومعارضته للاستعمار . كان الزين ناشطاً في المنظمات الإصلاحية والثورية، ودعا إلى الإصلاحات التعليمية والزراعية والإدارية. ألف العديد من الأعمال البارزة، كما قام بنشر وتحرير النصوص الأدبية والدينية الهامة من خلال مطبعة العرفان . توفي أحمد عارف الزين في 15 أكتوبر 1960م، أثناء رحلته إلى إيران ، حيث كان يزور مدينتي قم ومشهد . تم دفنه في حرم الإمام الرضا في مشهد بموافقة شاه إيران محمد رضا بهلوي.
سميح عاطف الزين– كاتب ومؤلف أعمال مثل الإسلام وأيديولوجية الإنسانية.
سارة الزين - شاعرة وكاتبة في العالم العربي.